# 乌班吉沙里
乌班吉沙里（Ubangi-Shari）又譯為乌班吉沙立，是原法国在中部非洲的属地，即今中非共和国。1899年法国在班吉建立据点，1894年以境内乌班吉河和沙里河两河名字命名该地区为“乌班吉沙里”。1903年法国击败埃及统治者阿拔斯二世的军队，建立殖民统治。1910年成为法属赤道非洲的一部分。1911年因應阿加迪爾危機制訂的費茲條約，此區割出部份領土列入德屬新喀麥隆。第一次世界大戰結束後，德屬喀麥隆被指定為國聯二等託管地由英國與法國分治，此區收回先前割予德屬新喀麥隆的領土。1960年独立后称中非共和国。